# Аллигатор (фильм)
«Аллигатор» (англ. Alligator) — фильм ужасов с элементами комедии 1980 года. Сюжет основан на легенде о крокодилах в канализации.

## Сюжет
Девочка-подросток во время поездки на каникулы во Флориду покупает детёныша аллигатора и называет его Рамоном. По возвращении в Чикаго её отец смывает Рамона в туалет. На протяжении нескольких лет аллигатор живёт в канализации и питается трупами подопытных животных, на которых испытывали сыворотку роста. В итоге Рамон превращается в гигантского монстра, начинает затаскивать в канализацию горожан и пожирать их.
На загадочного хищника открывает охоту инспектор полиции Мэдисон. Его шеф Кларк знакомит Мэдисона с Марисой Кендалл — той самой девочкой, которая когда-то привезла Рамона в Чикаго, а теперь выросла и стала специалистом по рептилиям, — и по ходу расследования между ними начинается роман. После того, как Рамон убивает молодого напарника Мэдисона, тот начинает заниматься делом с новым рвением. Но никто не верит его рассказам о гигантском аллигаторе, в частности потому, что один из спонсоров экспериментов с сывороткой роста всячески препятствует расследованию. Однако положение меняется, и правда всё же всплывает наружу, когда одному репортёру (хотя и ценою собственной жизни) удается сфотографировать хищника.
Далее Рамон выбирается из канализации на поверхность, и на него начинается настоящая охота. Городские власти даже нанимают известного охотника Брока, чтобы тот подстрелил рептилию, но Брок сам становится жертвой прожорливого хищника. После того, как аллигатор разносит свадьбу, где собрались сливки местного общества, Мэдисон заманивает его в ловушку. Рискуя жизнью, он подрывает Рамона и, таким образом, уничтожает его, но финал остаётся открытым — в канализацию попадает другой детёныш аллигатора.

## В ролях
- Роберт Форстер — Дэвид Мэдисон
- Робин Райкер — Мариса Кендалл
- Майкл Гаццо — Шеф Кларк
- Дин Джаггер — Слейд
- Сидни Лассик — Люк Гатчел
- Джек Картер — майор
- Перри Лэнг — офицер Джим Келли
- Генри Сильва — полковник Брок
- Сью Лайон — репортёр канала ABC
- Энджел Томпкинс — журналистка

## Номинации
- В 1981 году  фильм был номинирован на премию «Сатурн» в категории «Лучший сценарий».
- в 1982 году фильм был номинирован на Гран-при Международного фестиваля фантастических фильмов в Авориазе (Франция)
- В 2008 году фильм был номинирован на премию «Сатурн» в категории «Лучшее DVD-издание классического фильма».